# Villayón
Villayón è un comune spagnolo di 1 895 abitanti situato nella comunità autonoma delle Asturie.